# أندريا أنييلي
أندريا أنييلي (بالإيطالية: Andrea Agnelli)ء رجل أعمال ومقاول إيطالي ولد في 6 ديسمبر 1975 في مدينة تورينو إقليم بييمونتي، ينتمي إلى أسرة «أنييلي» مالكة مجموعة فيات لصناعة السيارات وهو عضو مجلس إدارة شركة إيكسور وفيات ويرأس نادي يوفنتوس الرياضي منذ 2010 حتى عام 2022، ورابطة الأندية الأوروبية منذ 2007.

## حياته
ابن أومبيرتو أنييلي وأليغرا كاراكيولو، أتم دراسته في كلية سان كلار الدولية بأكسفورد وجامعة بوكوني في ميلانو.
بعد إتمامه الدراسة عمل في مجال التسويق لدى عدة شركات إيطالية وأمريكية كشركة بياجيو وأوشون وفيليب موريس للسجائر بين عامي 2001 و2004، قبل أن يأسس شركة لامسي القابضة سنة 2007.
أندريا لديه شغف لرياضة الغولف بكونه عضواً في نادي روايال بارك غولف ونادي كونتري كلوب روفيري سنة 2008، قبل تعيينه مستشارا في الفيدرالية الإيطالية للغولف في شتنبر من نفس العام.
كون عدة علاقات مع مجموعة فيات التي أسسها جده الأول جيوفاني أنييلي. ليهتم بعدها بالتطوير الإستراتيجي لشركة «إيكسور» بين عامي 2005-2006، ثم عمل كمستشار إداري لمجموعة فيات، وعضو رابطة الاتحاد الأوروبي لكرة القدم في شتنبر 2015